# Zed Yago
Gli Zed Yago sono un gruppo musicale heavy metal tedesco formatosi ad Amburgo nel 1985. Rimasero attivi fino al 1990, realizzando due album e una tournée, per poi riformarsi nel 1997.
Il nome della band si identifica in una donna pirata, la figlia dell'olandese volante, un personaggio immaginario concepito dalla cantante Jutta Weinhold, le cui vicende vengono narrate in alcune delle loro canzoni. Gli Zed Yago definiscono la propria musica "dramatic metal", poiché fondono l'heavy metal con elementi tipici della musica classica.

## Storia del gruppo

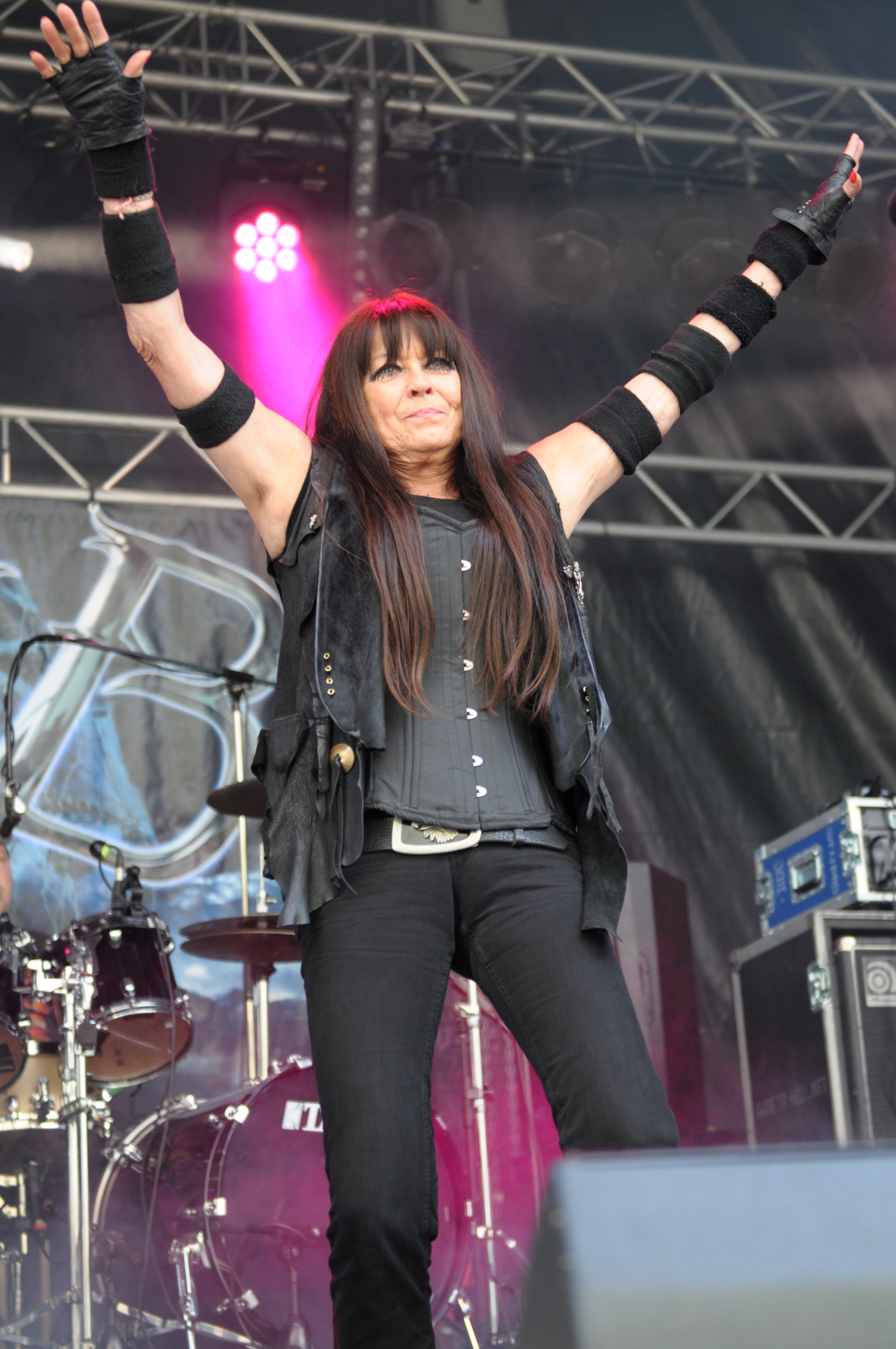
Jutta Weinhold fondatrice degli Zed Yago

### Con Jutta (1985-1990)
Il gruppo venne fondato a metà degli anni ottanta dalla cantante Jutta Weinhold, proveniente dai Breslau e in precedenza già attiva da alcuni anni come solista blues, e dal chitarrista Jimmy Durand. La formazione si completò con gli arrivi di Gunnar, anch'egli alla chitarra, di Tach al basso e del batterista Bubi, pseudonimo di Claus Reinholdt. Inizialmente adottarono il nome Sedjago ma presto lo cambiarono in Zed Yago, su iniziativa di Durand.
From Over Yonder, il loro disco d'esordio, uscì il primo aprile del 1988 tramite l'etichetta discografica indipendente Steamhammer e vide la partecipazione del tastierista Hansi Kecker. Questo lavoro venne accolto con entusiasmo sia dalla critica che dai fan, diventando l'album del mese sulla rivista Metal Hammer tedesca ed arrivando a vendere più di trentamila copie in un solo mese. Il gruppo si dedicò quindi ad una tournée europea a supporto dei Deep Purple ed in seguito aprì i concerti che gli W.A.S.P. tennero in Irlanda e nel Regno Unito. La loro esibizione all'Hammersmith Odeon di Londra venne trasmessa dall'emittente radiofonica nazionale britannica BBC Radio 1 e, più recentemente, anche da BBC Radio 6 Music.
I consensi ricevuti dal loro debutto discografico fruttarono al quintetto un contratto con la major BMG/RCA Records, la quale, a distanza di un anno dal loro debutto discografico, pubblicò il full-length Pilgrimage, preceduto dall'EP Black Bone Song. Per la title track di quest'ultimo, presente anche nel loro secondo disco, venne realizzato un videoclip che fu trasmesso dalla rete televisiva MTV.
Questi due album rivestirono una certa importanza nello sviluppo del power metal europeo, proponendo tematiche legate al genere fantasy ed essendo primordiali esempi di commistione tra la musica classica e l'heavy metal tradizionale tipico di band quali Dio e Warlock. Con questi ultimi condivisero anche il fatto di essere tra i primi complessi musicali della scena metal a presentare una frontwoman.

### Con Yvonne (1997-presente)
Nel 1990 Jutta Weinhold lasciò il gruppo, pertanto gli Zed Yago cessarono l'attività sino al 1997, quando Jimmy Durand li riformò (senza il chitarrista Gunnar) reclutando come cantante sua moglie Yvonne, con la quale si esibirono al festival musicale Wacken Open Air. Nel frattempo Jutta Weinhold fondò i Velvet Viper con cui realizzò due dischi, Velvet Viper nel 1991 e The 4th Quest for Fantasy l'anno seguente. Nel 2002 la Steamhammer diede alle stampe ...from the Twilight Zone, una compilation in doppio CD intestata Zed Yago ma contenente anche brani tratti dall'omonimo album dei Velvet Viper, oltre ad alcuni inediti. Intanto il gruppo di Durand si dedicò alla stesura di nuovo materiale, avvalendosi del bassista Uwe Seemann e col ritorno di Hansi Kecker alla tastiera.
Il 29 agosto del 2003 salirono sul palco del festival Summer End, tenutosi a Walldürn in Germania. Due anni dopo uscì il loro terzo album, The Invisible Guide, edito dall'etichetta Twilight Zone Records, per la cui promozione vennero girati i videoclip dei brani To the Top of the Mountain, The Invisible Guide e If I Close My Eyes Forever. Inoltre la band si cimentò in un tour nazionale effettuato con un nuovo bassista chiamato Marzo. Quest'ultimo venne sostituito da Carsten Meyer, noto col nome di C. Shark, e, non molto tempo dopo, anche il batterista Bubi lasciò il posto a Joerg Cassel.

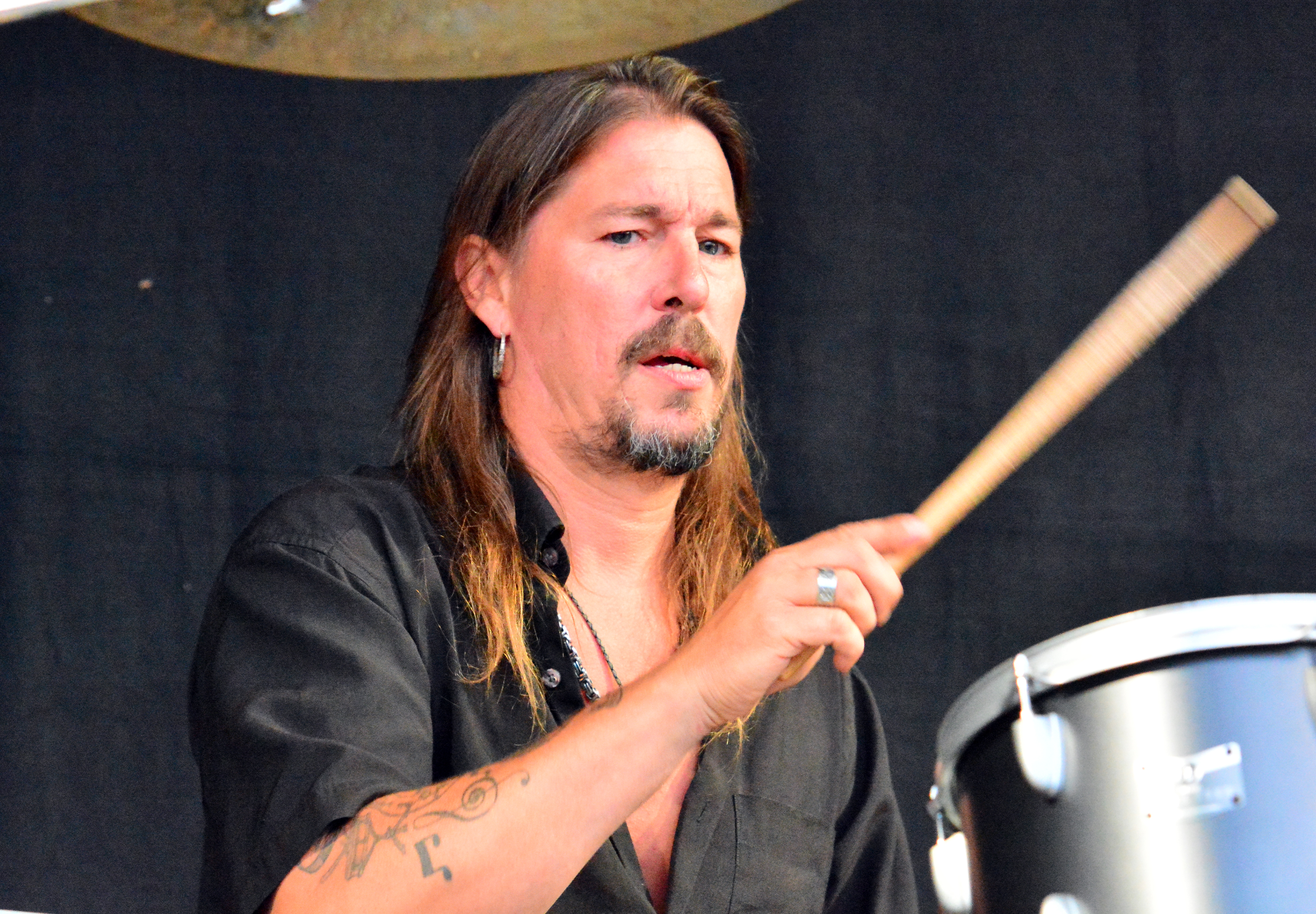
Karsten Kreppert nel 2014

Nel 2006 pubblicarono il loro primo album dal vivo, Live - The 20th Anniversary of Zed Yago, registrato per celebrare i vent'anni di carriera. Inoltre parteciparono a vari festival, sia in patria che all'estero (Svizzera, Repubblica Ceca e Belgio), e a giugno del 2007 salirono sul palco del Rockharz Open Air. Il 12 gennaio dell'anno successivo si esibirono all'An Club di Atene, dove suonarono la cover del brano Burn dei Deep Purple (in seguito registrata anche per l'album del 2010), mentre nel 2009 presero parte ai festival tedeschi Metal Bash Open Air e Headbangers Open Air; questi ultimi concerti videro la partecipazione del bassista Matt de Souza.
Il loro quarto album in studio, Pirates from Hell, vide la luce nel 2010 e venne inciso in collaborazione con Markus Grosskopf, bassista degli Helloween, e con l'ingresso nella band di Tony Carey, ex tastierista dei Rainbow, e del batterista Karsten Kreppert. Lo stesso anno Ingo Wittneben subentrò a Matt de Souza e con lui si esibirono al Metal Fever Open Air, tenutosi il 22 maggio in Lussemburgo. Il mese successivo insieme ad altri gruppi, tra cui i Metal Force, presero parte al festival Sound of Metal, svoltosi nello stato federale di Hessen.
Per la promozione del loro ultimo lavoro furono creati i videoclip delle canzoni Valley of the King (prodotto già nel 2007), Born to Rock e Forever; nel 2011 venne girato quello del brano Lancelot, due anni dopo fu la volta di Sea of Silence, mentre nel 2014 ne realizzarono un altro, ma questa volta per un pezzo inedito e ancora privo di una sessione vocale.

## Discografia

### Album in studio
- 1988 – From Over Yonder
- 1989 – Pilgrimage
- 2005 – The Invisible Guide
- 2010 – Pirates from Hell

### Album dal vivo
- 2006 – Live - The 20th Anniversary of Zed Yago

### Raccolte
- 2002 – ...from the Twilight Zone

### EP
- 1989 – Black Bone Song

## Formazione

### Formazione attuale
- Yvonne Durand – voce (1997-presente)
- Jimmy Durand – chitarra (1985-1990, 1997-presente)
- Ingo Wittneben – basso (2010-presente)
- Karsten Kreppert – batteria (2010-presente)
- Tony Carey – tastiera (2010-presente)

### Ex componenti
- Jutta Weinhold – voce (1985-1990)
- Gunnar – chitarra (1985-1990)
- Tach – basso (1985-1990, 1997-2002)
- Uwe Seemann – basso (2002-2005)
- Marzo – basso (2005-2006)
- C. Shark (Carsten Meyer) – basso (2006-2008)
- Matt de Souza – basso (2009-2010)
- Bubi (Claus Reinholdt) – batteria (1985-1990, 1997-2006)
- Joerg Cassel – batteria (2006-2009)
- Hansi Kecker – tastiera (1988, 2002-2005)